# آن كريستوفر
آن كريستوفر (بالإنجليزية: Ann Christopher)‏ هي نحّاتة بريطانية، ولدت في 4 ديسمبر 1947، وتوفيت في 1996.